# Pärlmyrfågel
Pärlmyrfågel (Phaenostictus mcleannani) är en fågel i familjen myrfåglar inom ordningen tättingar.

## Utseende och läte
Pärlmyrfågeln är en spektakulärt tecknad knubbig och relativt stor myrfågel. Den är omisskännlig med elektriskt blå bar hud i ansiktet, roströd kropp, svart strupe och ljust fjälligt mönster över hela kroppen. Könen är lika. Lätena beskrivs som grälande och fallande. 

## Utbredning och systematik
Pärlmyrfågel placeras som enda art i släktet Phaenostictus. Den delas in i tre underarter med följande utbredning:
- Phaenostictus mcleannani saturatus - förekommer i tropiska östra Honduras till Costa Rica och västligaste Panama
- Phaenostictus mcleannani mcleannani - förekommer från centrala och östra Panama till nordvästra Colombia
- Phaenostictus mcleannani pacificus - förekommer från sydvästligaste Colombia (Nariño) till nordvästra Ecuador (Esmeraldas)

## Levnadssätt
Pärlmyrfågeln är en generellt ovanlig fågel i högväxt skog. Där ses den nära markenm, vanligen i par eller småflockar som följer svärmande vandringsmyror.

## Status och hot
Arten har ett stort utbredningsområde, men tros minska i antal, dock inte tillräckligt kraftigt för att den ska betraktas som hotad. Internationella naturvårdsunionen IUCN listar arten som livskraftig (LC).